# Leandro Cruz
Leandro Cruz de Oliveira, (sinh ngày 21 tháng 11 năm 1982) là một cầu thủ bóng đá người Brasil thi đấu ở vị trí tiền vệ cho câu lạc bộ Goytacaz.

## Danh hiệu
Goytacaz
- Campeonato Carioca Série B1: 2017